# Роддик, Энди
Э́ндрю Сти́вен Ро́ддик (англ. Andrew Stephen Roddick; 30 августа 1982, Омаха, Небраска, США) — американский профессиональный теннисист, бывшая первая ракетка мира в одиночном разряде; победитель одного турнира Большого шлема в одиночном разряде (Открытый чемпионат США 2003); финалист четырёх турниров Большого шлема в том разряде (Открытый чемпионат США 2006, Уимблдонский турнир 2004, 2005 и 2009; победитель 36 турниров ATP (из них 4 в парном разряде); обладатель Кубка Дэвиса (2007) в составе сборной США; член Международного зала теннисной славы с 2017 года.
В юниорах: победитель двух юниорских турниров Большого шлема в одиночном разряде (Открытый чемпионат Австралии 2000 и Открытый чемпионат США 2000); финалист двух юниорских турниров Большого шлема в парном разряде (Открытый чемпионат Австралии 2000 и Открытый чемпионат Франции 2000); бывшая первая ракетка мира в юниорском рейтинге.

## Общая биография
Эндрю Стивен Роддик родился 30 августа 1982 года в Омахе (Небраска) в семье Джерри и Бланш Роддиков. Отец инвестор, а мать была школьным учителем, которая стала директором благотворительного фонда Энди Роддика, помогающего детям. Также у него есть два старших брата Джон и Лоуренс.
В период обучения в университете Джорджии играл за местную баскетбольную команду вместе с другим американским теннисистом Марди Фишом. Вместе с ним же он жил и тренировался в 1999 году. Позже переехал в Остин.
Кумиром в детстве для него был Андре Агасси.
Женат на актрисе Бруклин Деккер. У супругов есть двое детей — сын Хэнк Роддик (род. 30.09.2015) и дочь Стиви Роддик (род. в декабре 2017).

## Спортивная карьера

### 2000—2002
Профессиональную карьеру Энди начал в 2000 году. В этот же год ему удалось на юниорском уровне выиграть одиночные соревнования юношеского Открытого чемпионата Австралии и Открытого чемпионата США. По итогом года он стал первым в юниорском рейтинге. В феврале того же года, получив специальное приглашение от организаторов турнира в Делрей-Бич, дебютирует в соревнованиях ATP-тура, но проигрывает уже в первом раунде. В марте его пригласили поучаствовать на турнире серии Мастерс в Майами, где в матче второго раунда (всего в третьем матче Роддика в профессионалах) он встретился со своим детским кумиром и первым на тот момент в мире Андре Агасси. Роддик уступил ему 2-6, 3-6. С ним ему удалось встретиться ещё и в августе на турнире в Вашингтоне. На этом турнире Энди впервые дошёл до четвертьфинала, где и уступил Агасси 4-6, 4-6. На Открытом чемпионате США, помимо его победы в юниорах, он дебютировал и в основных соревнованиях, уступив в первом же раунде испанцу Альберту Косте 3-6, 7-6(5), 1-6, 4-6. До конца 2000 года ему удалось выиграть два титула на турнирах из серии «Челленджер» в Остине и Калифорнии.
С победы на «Челленджере» на Гавайях он начинает и 2001 год. Успешно Роддик выступил на Мастерсе в Майами, где сумел обыграть Харела Леви, Марсело Риоса, Пита Сампраса и Андрея Павела и выйти в четвертьфинал, где в свою очередь уступил Ллейтону Хьюитту. После этого турнира он впервые в рейтинге попадает в первую сотню. Титулы на турнирах ATP не заставили долго ждать. Дважды в апреле он празднует успех. Сначала на турнире в Атланте, где в финале он переиграл Ксавье Малисса 6-2, 6-4, а затем на турнире в Хьюстоне, где им был обыгран Ли Хён Тхэк 7-5, 6-3. На дебютном Открытом чемпионате Франции он вышел в третий раунд, где во втором сумел переиграть бывшего победителя этого турнира Майкла Чанга в упорном пятисетовом матче 5-7, 6-3, 6-4, 6-7(5), 7-5. Также до третьего раунда он добрался и на дебютном Уимблдонском турнире, где уступил только будущему победителю хорвату Горану Иванишевичу.
В августе 2001 на Мастерсе в Монреале в матче третьего раунда впервые в карьере обыграл первую ракетку мира в очной встрече. На тот момент ею являлся бразилец Густаво Куэртен, у которого Роддик выиграл 6-7(4), 6-4, 6-2 и в итоге дошёл до четвертьфинала турнира. На турнире в Вашингтоне ему удается завоевать титул, а на Открытом чемпионате США этого года впервые добраться до четвертьфинала. Сезон 2001 года Роддик завершает в первой двадцатке (14 место).
Первый титул в сезоне 2002 года завоевал в феврале в Мемфисе. В марте вышел в финал на турнире в Делрей-Бич, а в апреле защитил свой прошлогодний титул на турнире в Хьюстоне, выиграв в финале у Пита Сампраса 7-6(9), 6-3. В мае дошёл до полуфинала на турнире Мастерс в Риме, а уже в августе на Мастерсе в Торонто он впервые выходит в финал турнира данной категории. В нём он уступил Гильермо Каньясу 4-6, 5-7. На Открытом чемпионате США Роддик повторил свой прошлогодний результат — выход в четвертьфинал. По итогу года он впервые финишировал в первой десятке.

### 2003 (первая ракетка в мире)
Первым успехом в лучшем в карьере Роддика сезоне становится выход в полуфинал на Открытом чемпионате Австралии. В четвертьфинале он сыграл пятичасовой матч против марокканца Юнес эль-Айнауи 4-6, 7-6(5), 4-6, 6-4, 21-19. Эта встреча стала одной из самых продолжительных за всю историю тенниса (в том числе пятый сет этого матча оставался самым долгим в истории Большого шлема до матча Джона Изнера с Николя Маю на Уимблдонском турнире 2010 года. После этого тяжелейшего поединка в полуфинале турнира Роддик не смог обыграть немца Райнера Шуттлера 5-7, 6-2, 3-6, 3-6.
В феврале дошёл до финала в Мемфисе. В апреле до финала в Хьюстоне. Однако первый титул в этом сезоне ему покорился только в мае на турнире в Санкт-Пёльтене после того, как он в финале обыграл Николая Давыденко 6-3, 6-2. На Открытом чемпионате Франции проиграл уже в первом круге армянскому теннисисту Саргису Саргсяну 7-6(3), 1-6, 2-6, 4-6, но следующую часть сезона он проводит успешно. В июне ему удалось победить на травяном турнире в Лондоне, обыграв в полуфинале № 2 в мире Андре Агасси. На Уимблдонском турнире ему удается дойти до полуфинала, где он уступил только чемпиону Роджеру Федереру — 6-7(6), 3-6, 3-6. В конце июля 2003 года Роддик побеждает на турнире в Индианаполисе, затем доходит до полуфинала в Вашингтоне. В преддверии Открытого чемпионата США он завоевывает сразу два титула на турнирах серии Мастерс. В Торонто, где в полуфинале он впервые в карьере обыграл Федерера, а в финале Давида Налбандяна, а также в Цинциннати, где в финале он обыгрывает своего приятеля Марди Фиша.
К Открытому чемпионату США он подошёл с активом в 12 выигранных встреч подряд. Продолжил Роддик эту серию и на Открытом чемпионате США. Отдав в первых пяти матчах на турнире своим соперникам лишь один сет, Энди добрался до полуфинала, где в пяти партиях обыграл Налбандяна, уступая 0-2 по сетам и отыграв матчбол в третьем сете, и впервые завоевал право побороться в финале за титул из серии Большого шлема. Его соперником по финалу стал третий сеянный испанец Хуан Карлос Ферреро, которого Роддику удалось победить в трёх сетах 6-3 7-6(2) 6-3 и впервые в карьере выиграть турнир Большого шлема. Эта победа также позволила ему подняться на вторую строчку в мировом рейтинге.
| Стадия | Соперник (посев)        | Рейтинг | Счёт                          | Время матча |
| 1 круг | Тим Хенмен              | 33      | 6-3, 7-6(2), 6-3              | 2 ч 4 мин   |
| 2 круг | Иван Любичич            | 43      | 6-3, 6-7(4), 6-3, 7-6(8)      | 3 ч 3 мин   |
| 3 круг | Флавио Саретта          | 49      | 6-1, 6-3, 6-3                 | 1 ч 36 мин  |
| 4 круг | Ксавье Малисс           | 67      | 6-3, 6-4, 7-6(5)              | 1 ч 59 мин  |
| 1/4    | Шенг Схалкен (12)       | 12      | 6-4, 6-2, 6-3                 | 1 ч 24 мин  |
| 1/2    | Давид Налбандян (13)    | 13      | 6-7(4), 3-6, 7-6(7), 6-1, 6-3 | 3 ч 31 мин  |
| Финал  | Хуан Карлос Ферреро (3) | 3       | 6-3, 7-6(2), 6-3              | 1 ч 41 мин  |

В концовке сезона 2003 года, дойдя до полуфинала на Мастерсе в Париже, Роддик становится 22-м теннисистом в истории кому удалось возглавить мировой рейтинг. После своего выступления на Итоговом турнире ATP, где он дошёл до полуфинала (где он проиграл Федереру — 6-7(2), 2-6), Роддик сумел сохранить своё первое место в рейтинге и по итогам года.

### 2004—2005

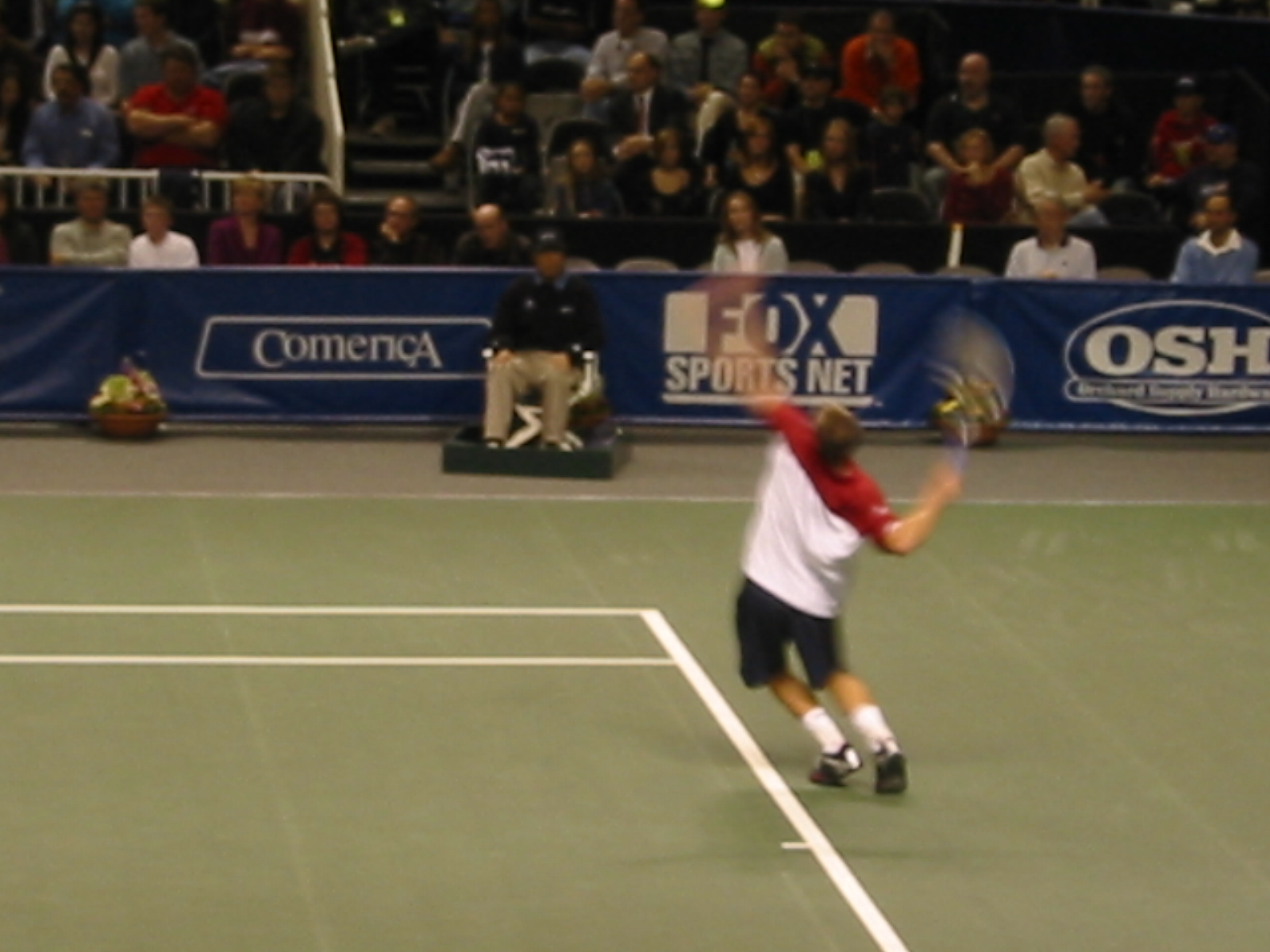
Энди Роддик на турнире в Сан-Хосе в 2004 году

На Открытом чемпионате Австралии 2004, где он выступал как первый сеяный, доходит до четвертьфинала. На этой стадии он проиграл Марату Сафину 6-2, 3-6, 5-7, 7-6(0), 4-6. После австралийского чемпионата Роддик уступает первую строчку в рейтинге Роджеру Федереру. В феврале побеждает на турнире в Сан-Хосе. В марте, обыграв в финале аргентинского теннисиста Гильермо Кориа, Роддик выиграл Мастерс в Майами. В апреле доходит до финала в Хьюстоне, а в июне, как и год назад, побеждает на турнире в Лондоне. На Уимблдонском турнире 2004 года Энди удается дойти до финала, в котором его соперником стал действующий победитель турнира Роджер Федерер. В итоге американцу не удалось сломить сопротивление швейцарское теннисиста, и Роддик уступил 6-4, 5-7, 6-7(3), 4-6.
В июле он защитил свой титул на турнире в Индианаполисе. То же самое сделать на Мастерсе в Торонто ему не удалось, тому виной вновь оказался Федерер, который обыгрывает Роддика в финале турнира. В августе принял участие в Летних Олимпийских играх в Афинах, где в одиночном турнире он в третьем раунде проиграл Фернандо Гонсалесу, а в парном разряде вместе с Марди Фишом выбыл из борьбы уже на стадии первого круга. Не удается Энди защитить свой прошлогодний титул на Открытом чемпионате США, когда достаточно неожиданно уступил в четвертьфинале 30-му в мире Йоахиму Юханссону 4-6, 4-6, 6-3, 6-2, 4-6. До конца года он сыграл ещё один финальный матч с Федерером. Произошло это в Бангкоке, где Роддик вновь уступил 4-6, 0-6. На итоговом турнире 2004 года Роддику удалось выйти в полуфинал, где он проиграл австралийцу Ллейтону Хьюитту — 3-6, 2-6, и закончить сезон на 2-м месте в рейтинге.
На Открытом чемпионате Австралии 2005 года Энди удалось дойти до полуфинала (проиграл Ллейтону Хьюитту). В феврале он выиграл первый в году турнир в Сан-Хосе. Следующий титул он завоевал в апреле на турнире в Хьюстоне. В июне он в третий раз подряд выиграл турнир в Лондоне. На Уимблдонском турнире ему вновь удалось дойти до финала, где как и год назад ему противостоял Роджер Федерер. И вновь Роддик остановился в шаге от титула, уступив швейцарскому теннисисту — 2-6, 6-7(2), 4-6. В августе Роддик выиграл турнир в Вашингтоне. В преддверии Открытого чемпионата США ему удалось дойти до финала на Мастерсе в Цинциннати, где он пересилил наконец Ллейтона Хьюитта, но вновь проигрывает Федереру. На самом чемпионате США Энди, в свой день рождения, неожиданно уступил уже в первом раунде Жилю Мюллеру 6-7(4), 6-7(8), 6-7(1). В конце октября в Лионе он завоевал свой 20-й в карьере одиночный титул на турнирах ATP. Сезон он завершил 3-м в рейтинге, но на Итоговом турнире года не играл из-за возможной небольшой травмы.

### 2006—2007

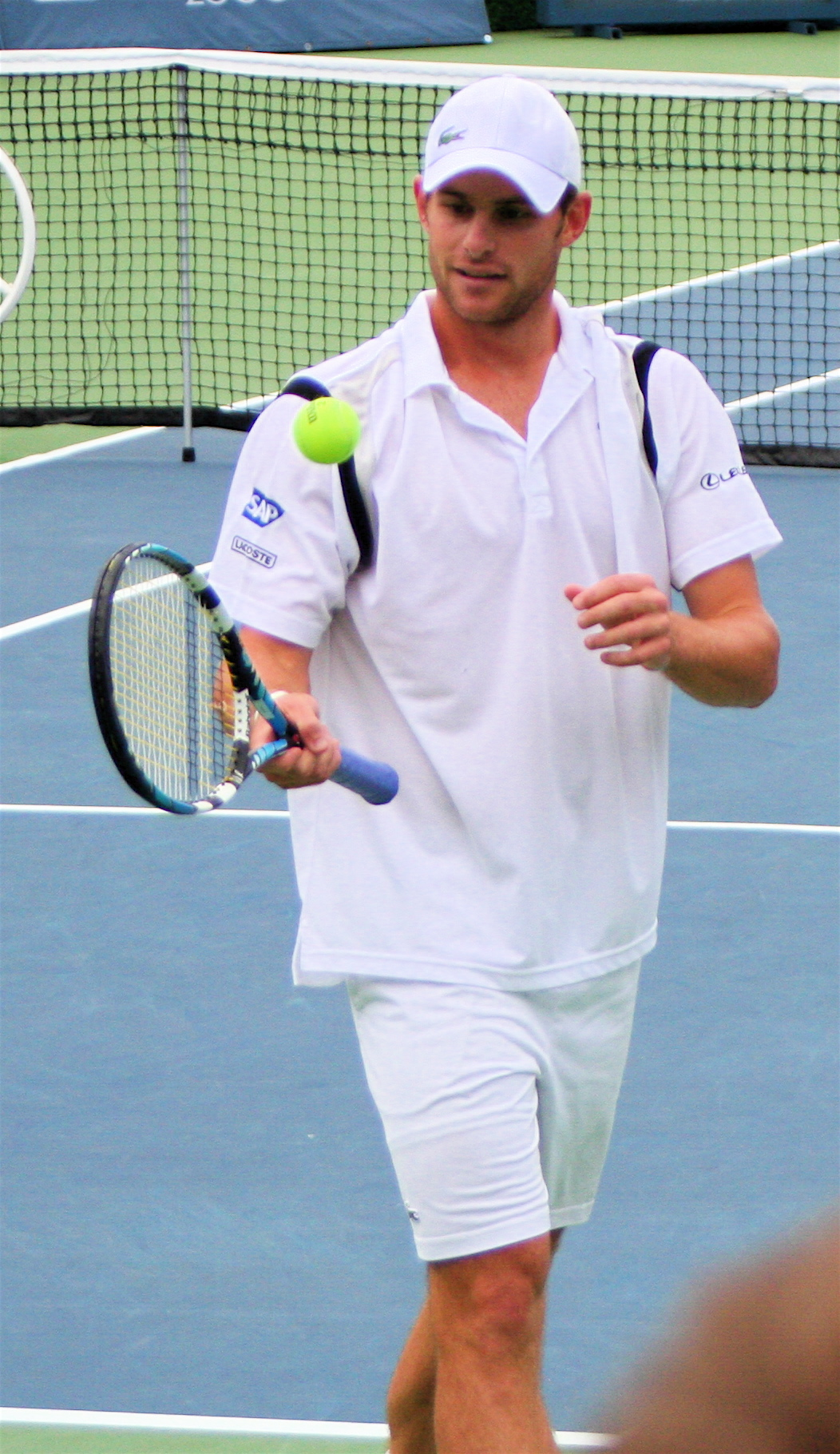
На турнире в Вашингтоне 2007 год

Сезон 2006 года складывался для Роддика не столь удачно, как предыдущие. На Открытом чемпионате Австралии он дошёл до четвёртого раунда, где не совладал с Багдатисом. На чемпионате Франции выбыл в первом, а на Уимблдонском турнире — в третьем раунде Роддика неожиданно переиграл молодой англичанин Энди Маррей. Впервые в финал он попал в конце июля на турнире в Индианаполисе. В августе он победил на Мастерсе в Цинциннати, переиграв в финале Хуана Карлоса Ферреро 6-3, 6-4. Начиная с 2003 года Роддик стабильно выходил в один финал на турнирах Большого шлема в году. Не стал исключением и 2006 год. Энди вышел в финал на Открытом чемпионате США, где он побеждал в 2003 году. На этот раз взять титул ему не получилось, тому виной стал Роджер Федерер, который обыграл Роддика — 2-6, 6-4, 5-7, 1-6.
В 2007 году Роддик вновь проигрывает Федереру в полуфинале Открытого чемпионата Австралии. (Это поражение стало 13-м от Федерера и 9-м подряд). На Открытом чемпионате Франции Роддик вновь уступил в первом же раунде. В июне в четвёртый раз в карьере победил на травяном турнире в Лондоне. В финале он обыграл француза Николя Маю 4-6, 7-6(7), 7-6(2). На Уимблдонском турнире он дошёл до четвертьфинала, где уступил другому французскому теннисисту Ришару Гаске, хоть и выиграл первые два сета (6-4, 6-4, 6-7(2), 6-7(3), 6-8). В начале августа Энди обыгрывает в финальном матче турнира в Вашингтоне Джона Изнера и завоевывает очередной титул. На Открытом чемпионате США с Федерером ему предстояло встретиться уже в четвертьфинале, но результат остался тот же — поражение (6-7(5), 6-7(4), 2-6). В самом конце 2007 года помогает сборной США стать обладателем Кубка Дэвиса.

### 2008—2009

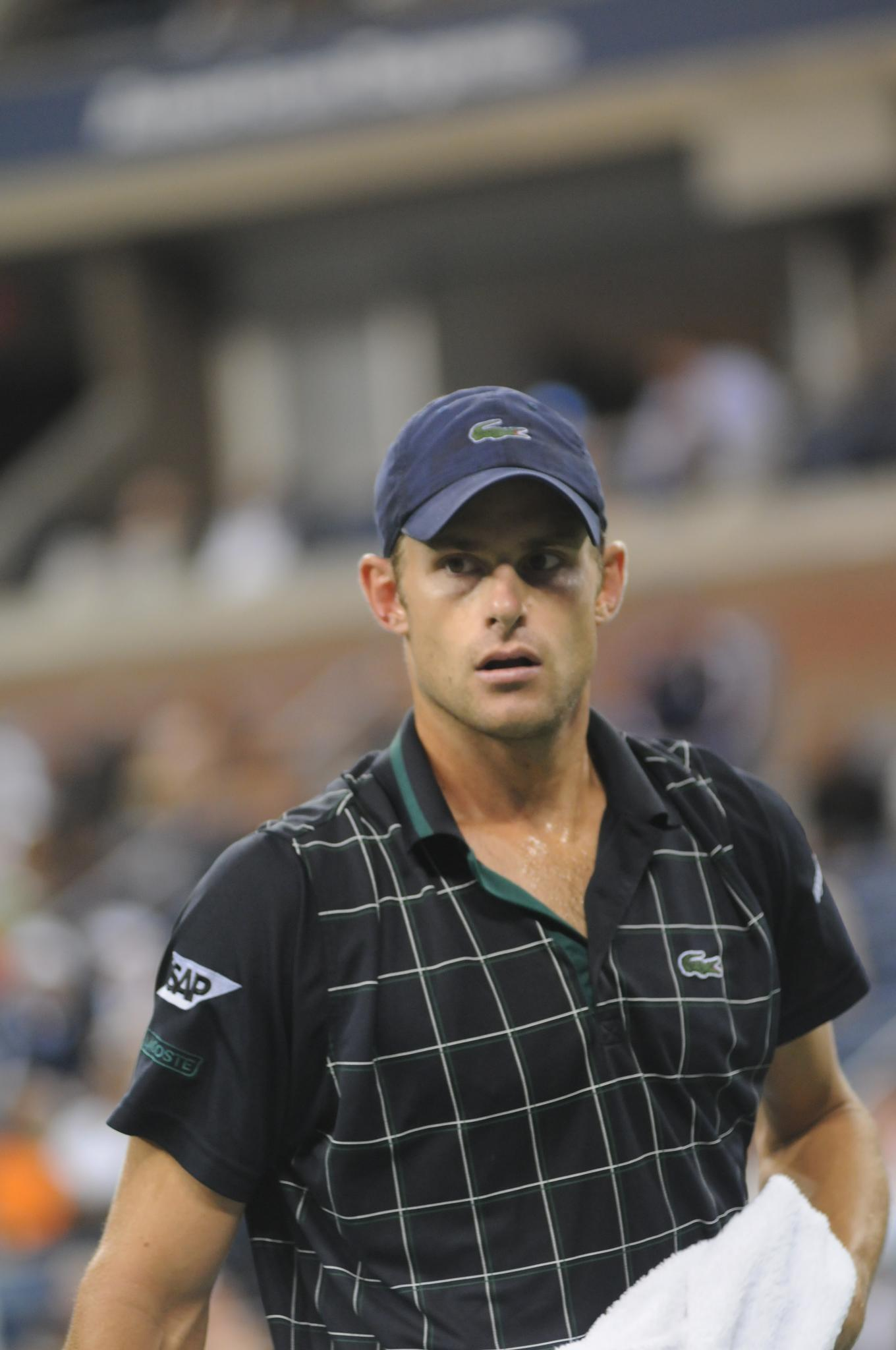
Открытый чемпионат США 2009 года

На Открытом чемпионате Австралии-2008 выбыл уже в третьем раунде. В феврале в третий раз в карьере завоевал титул на турнире в Сан-Хосе. В марте на турнире в Дубае выиграл свой 25-й одиночный титул на турнирах ATP. Пропустив Открытый чемпионат Франции, на Уимблдонском турнире Роддик вылетел уже во втором раунде. Проиграв в четвертьфинале на Открытом чемпионате США Новаку Джоковичу, Роддик прервал свою серию, когда с 2003 года он каждый год выходил в один финал на турнирах Большого шлема. В конце сентября он побеждает на турнире в Пекине.
2009 год начинает с выхода в финал турнира в Дохе. На Открытом чемпионате Австралии ему удается дойти до полуфинала. В феврале он победил на турнире в Мемфисе. На Открытом чемпионате Франции, где его результаты весьма скромны, удается дойти до четвёртого раунда, что стало его лучшим достижением на этом турнире. На следующем турнире Большого шлема в Уимблдоне Роддик в третий раз вышел в финал (до этого в 2004 и 2005 годах). Вновь его соперником стал Роджер Федерер, которому Роддик уступает в очень драматичном поединке, который длился 4 часа 16 минут и закончился со счетом 7-5, 6-7(6), 6-7(5), 6-3, 14-16 в пользу швейцарца. Это поражение для Роддика стало уже четвёртым в финалах на турнирах Большого шлема и все ему нанёс именно Федерер.

### 2010—2011

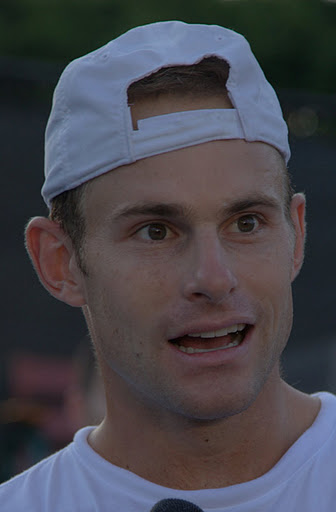
На турнире в Майами 2010 год

Сезон 2010 года Роддик начинает с победы на турнире в Брисбене. В финале он обыграл Радека Штепанека 7-6(2), 7-6(7). На Открытом чемпионате Австралии он дошёл до четвертьфинала. В феврале сыграл в финале турнира в Сан-Хосе, но уступил Фернандо Вердаско 6-3, 4-6, 4-6. Удачно провел Роддик турниры серии Мастерс в марте. Сначала ему удалось дойти до финала на Мастерсе в Индиан-Уэлсе, где уступил хорвату Ивану Любичичу 6-7(3), 6-7(5). Затем уже на Мастерсе в Майами ему удается выиграть титул, обыграв в финале Томаша Бердыха 7-5, 6-4. Примечательно, что в полуфинале он обыграл Рафаэля Надаля 4-6, 6-3, 6-3.
На Открытом чемпионате Франции его результат — третий раунд, а на Уимблдонском турнире — четвёртый. На Мастерсе в Цинциннати ему удалось выиграть у 5-го в мире Робина Сёдерлинга и 3-го в мире Новака Джоковича и дойти до полуфинала турнира. На Открытом чемпионате США он выбыл уже во втором раунде, проиграв Янко Типсаревичу 6-3, 5-7, 3-6, 6-7(4). В концовке сезона Роддик вышел в полуфинал турнира в Базеле и четвертьфинал на Мастерсе Париже. На Итоговом турнире, на который он отобрался 8-м, проиграл все свои матчи на групповом этапе.
В январе 2011 года Роддик дошёл до финала в Брисбене, где год назад победил. На этот раз он уступил в финале Робину Сёдерлингу 3-6, 5-7. На Открытом чемпионате Австралии он уступил в четвёртом раунде швейцарцу Станисласу Вавринке 3-6, 4-6, 4-6. В феврале, обыграв в финале Милоша Раонича со счётом 7-6(7), 6-7(11), 7-5, в третий раз побеждает на турнире в Мемфисе. На Мастерсе в Индиан-Уэлсе дошёл до 1/8 финала, а на Мастерсе в Майами выбыл уже во втором раунде. Грунтовую часть сезона пришлось во многом пропустить из-за травмы и сыграть в итоге только на двух турнирах — На Мастерсах в Мадриде и Риме, где он проиграл в первых раундах.
В июне 2011 на травяном турнире в Лондоне дошёл до полуфинала, где уступил британцу Энди Маррею. На Уимблдонском турнире дошёл до третьего раунда, где уступил Фелисиано Лопесу 6-7(2), 6-7(2), 4-6. После этого следующий раз сыграл только в августе на Мастерсе в Цинциннати, где уступил в первом же раунде. На турнире в Уинстон-Сейлеме доходит до полуфинала. На Открытом чемпионате США благодаря победе в четвёртом раунде над 5-м в мире Давидом Феррером 6-3, 6-4, 3-6, 6-3, вышел в 1/4 финала. На этой стадии его соперником стал Рафаэль Надаль, которому Роддик уступил 2-6, 1-6, 3-6. На Мастерсе в Шанхае дошёл до четвертьфинала, такого же результата достиг и на турнире в Базеле. Проиграв в третьем раунде Мастерса в Париже Энди Маррею Роддик впервые с 2003 года по рейтингу не отобрался на Итоговый турнир. Сезон 2011 года Роддик завершил на 14-м месте.

### 2012 год

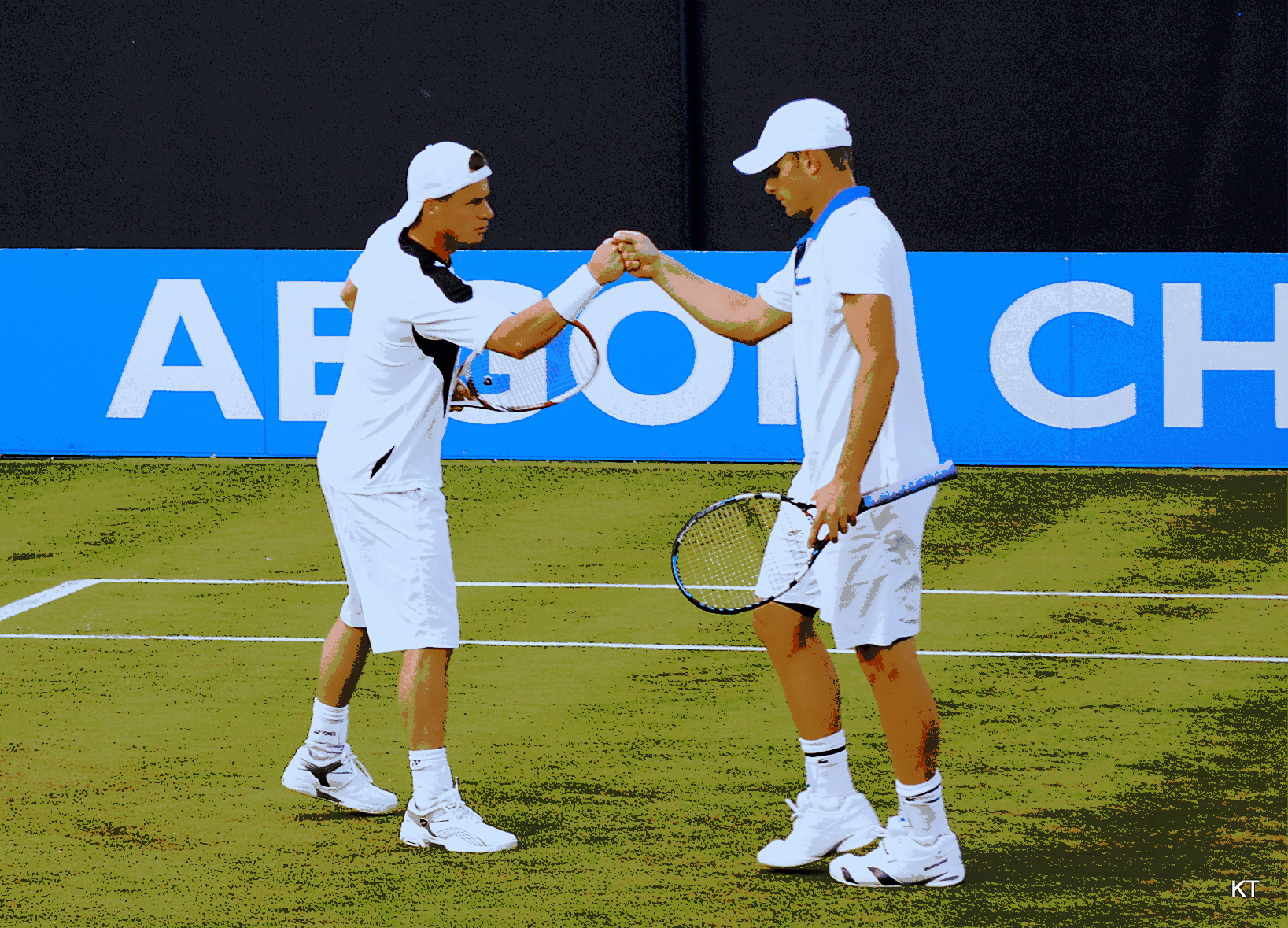
В паре с Ллейтоном Хьюиттом на турнире в Лондоне-2012

Начинает свои выступления в сезоне Энди Роддик с участия в выставочном турнире в Мельбурне. Проиграв в 1/4 финала Гаэлю Монфису, он в утешительном турнире занял 6-е место. На Открытом чемпионате Австралии в первом раунде уверенно обыграл Робина Хаасе 6-3, 6-4, 6-1, но во втором раунде уступил Ллейтону Хьюитту, отказавшись из-за травмы от борьбы при счете 6-3, 3-6, 4-6 в пользу австралийца. В феврале на турнире в Сан-Хосе дошёл до 1/4 финала, где уступил Денису Истомину. На турнире в Мемфисе Роддик проиграл в первом же раунде бельгийцу Ксавье Малиссу 6-7(8), 5-7. На турнире в Делрей-Бич он выиграл у Филиппа Пецшнера и Дениса Истомина и вышел в четвертьфинал, где проиграл Кевину Андерсону.
На Мастерсе в Индиан-Уэлсе в третьем раунде проиграл 7-му в мире Томашу Бердыху. На Мастерсе в Майами он сначала обыграл Жиля Мюллера, а затем всего третий раз в карьере — Роджера Федерера 7-6(4), 1-6, 6-4. Правда в следующей встрече Роддик уступил Хуану Монако 5-7, 0-6. В составе сборной США в мае принял участие в Командном кубке мира. Сильно помочь своей команде Роддик не сумел, уступив все три своих матча на групповом этапе. На Открытом чемпионате Франции в первом раунде проиграл Николя Маю 3-6, 3-6, 6-4, 2-6. Другому французу Эдуару Роже он проиграл в первом для себя матче на турнире в Лондоне 4-6, 6-4, 5-7. На турнире в Истборне, обыграв таких теннисистов как Сэм Куэрри, Жереми Шарди, Фабио Фоньини, Стив Дарси и в финале Андреас Сеппи 6-3, 6-2, Роддик завоевал свой 31-й в карьере одиночный титул на турнирах ATP.
На Уимблдонском турнире он уступил в третьем раунде испанцу Давиду Ферреру. В июле 2012 года выигрывает титул на турнире в Атланте, обыграв в финале Жиля Мюллера 1-6, 7-6(2), 6-2. В конце июля Роддик принял участие на летних Олимпийских играх 2012 года в Лондоне. Эта Олимпиада стала второй в карьере Роддика. (до этого принял участие в 2004 году в Афинах). Сыграв только в одиночном разряде Энди уже во втором раунде попадает на Новака Джоковича, которому уступает 2-6, 1-6. На Мастерсе в Цинциннати проиграл уже в первом раунде Жереми Шарди. На турнире в Уинстон-Сейлеме выиграл у Джеймса Блэйка 7-6(6), 7-6(6), а затем проиграл Стиву Дарси 6-7(6), 6-7(3).
Закончил профессиональную карьеру 5 сентября 2012 года, уступив в четвёртом круге турнира Открытого чемпионата США-2012 аргентинцу Хуану Мартину дель Потро со счётом 7-6(1), 6-7(4), 2-6, 4-6.

## Стиль игры
Американец играл в силовой, немного прямолинейный теннис. Игра Энди была основана на пушечной подаче (много лет Роддик был мировым рекордсменом по скорости подачи) и сверхагрессивном ударе справа. Рост американца относительно невысок (188 сантиметров), но это не мешало ему выполнять очень скоростные подачи — во многом за счёт резкого движения кисти. По силе удара справа с молодым Роддиком мог поспорить разве что чилиец Фернандо Гонсалес, на пару с которым они были эталоном мощности форхенда в тот период. Роддик по мнению многих экспертов, играл в стиле Джима Курье (так считал и сам Курье) — после удачной подачи всё время забегал под право и не первым, так вторым ударом пробивал навылет, не любя ввязываться в длинные розыгрыши. Конечно, были в игре американца и слабые места, особенно удар слева, да и у сетки Роддик играл не особо блестяще.
На протяжении карьеры Роддик работал над своим теннисом. Его удар слева стал значительно надежнее и опаснее, сам он перестал часто забегать играть справа, как раньше, стал резать с бэкхенда или просто отыгрывать, чаще (и лучше) играть на задней линии, да и психологически первая ракетка мира-2003 выглядел поустойчивее, чем в первой половине карьеры.
Впрочем, по мнению многих соперников Энди, экспертов, да и по результатам американца, опаснее и лучше Энди был именно в первой половине карьеры, когда, не любя ввязываться в длинные розыгрыши, просто мощно пробивал навылет форхендом.

## Достижения
Обладатель мирового рекорда скорости полёта мяча при подаче (249,4 км/ч) (Полуфинал Кубка Дэвиса 2004 года против Владимира Волчкова на харде в Чарльстоне), пока 5 марта 2011 года его рекорд не побил хорват Иво Карлович (а потом и другие спортсмены), в парном матче 1/8 финала Кубка Дэвиса против сборной Германии исполнивший подачу со скоростью 251 км/ч.
Рекордсмен по количеству геймов, выигранных в финале турнира Большого шлема в одиночном разряде, начиная с «Открытой эры» (39 геймов в проигранном финале Уимблдона-2009 против Роджера Федерера 5-7 7-66 7-65 3-6 16-14).
В августе 2009 года Роддик стал 4-м действующим теннисистом, кто преодолел отметку в 500 выигранных матчей на турнирах ATP. Кроме Роддика этот рубеж покорился трём другим первым ракеткам мира — Роджеру Федереру, Рафаэлю Надалю и Ллейтону Хьюитту.
Выполнив в 780 матчах 9074 эйсов, Энди занимает третье место в истории тенниса по количеству выполненных эйсов за карьеру. Больше только у Иво Карловича и Горана Иванишевича.
В период с 2003 до 2010 года Роддик восемь раз подряд каждый год квалифицировался на Итоговый турнир ATP, правда, не каждый год там играл.
В период с 2001 до 2012 года Роддик 12 лет подряд до самого конца карьеры каждый год выиграл как минимум один титул ATP.
После победы на турнире в Истборне, Роддик стал 2-м действующим теннисистом выигравшим более 600 матчей на турнирах ATP. Также более 600 побед имеет Роджер Федерер (871).
- Рекорды, установленные Энди Роддиком в «Открытую эру» тенниса:

| Турнир                      | Установленный рекорд                                                                                 |
| Уимблдон 2009               | Рекордсмен по количеству геймов, выигранных в финале турнира Большого шлема в одиночном разряде (39) |
| 2007                        | Рекорд по количеству выигранных подряд тай-брейков (18)                                              |
| Кубок Дэвиса 2004           | Мировой рекорд скорости полёта мяча при подаче (рекорд побит) (249,4 км/ч, 155 миль/ч)               |
| Открытый чемпионат США 2004 | Мировой рекорд скорости полёта мяча при подаче на турнире Большого шлема (244,6 км/ч, 152 миль/ч)    |

В мае 2006 года был назначен президентом Бушем членом Президентского совета по физической культуре и спорту.

## Рейтинги ATP
| Год     | 2000 | 2001 | 2002 | 2003 | 2004 | 2005 | 2006 | 2007 | 2008 | 2009 | 2010 | 2011 | 2012 |
| Рейтинг | 156  | 14   | 10   | 1    | 2    | 3    | 6    | 6    | 8    | 7    | 8    | 14   | 39   |

| Предшественник      | Даты                    | Преемник       | Количество недель |
| Хуан Карлос Ферреро | 03/11/2003 — 01/02/2004 | Роджер Федерер | 13                |

| Год     | 1999 | 2000 | 2001 | 2002 | 2003 | 2004 | 2005 | 2006 | 2007 | 2008 | 2009 | 2010 | 2011 | 2012  | 2015 |
| Рейтинг | 679  | 305  | 130  | 111  | 127  | 230  | 644  | 259  | 744  | 576  | 52   | 334  | 116  | 1 021 | 855  |

По данным официального сайта ATP на последнюю неделю года.

## Выступления на турнирах

### Финалы турниров Большого шлема в одиночном разряде (5)

#### Победа (1)
| №  | Год  | Турнир                 | Покрытие | Соперник            | Счёт           |
| 1. | 2003 | Открытый чемпионат США | Хард     | Хуан Карлос Ферреро | 6-3 7-6(2) 6-3 |

#### Поражения (4)
| №  | Год  | Турнир                  | Покрытие | Соперник       | Счёт                        |
| 1. | 2004 | Уимблдонский турнир     | Трава    | Роджер Федерер | 6-4 5-7 6-7(3) 4-6          |
| 2. | 2005 | Уимблдонский турнир (2) | Трава    | Роджер Федерер | 2-6 6-7(2) 4-6              |
| 3. | 2006 | Открытый чемпионат США  | Хард     | Роджер Федерер | 2-6 6-4 5-7 1-6             |
| 4. | 2009 | Уимблдонский турнир (3) | Трава    | Роджер Федерер | 7-5 6-7(6) 6-7(5) 6-3 14-16 |

### Финалы турниров ATP в одиночном разряде (52)

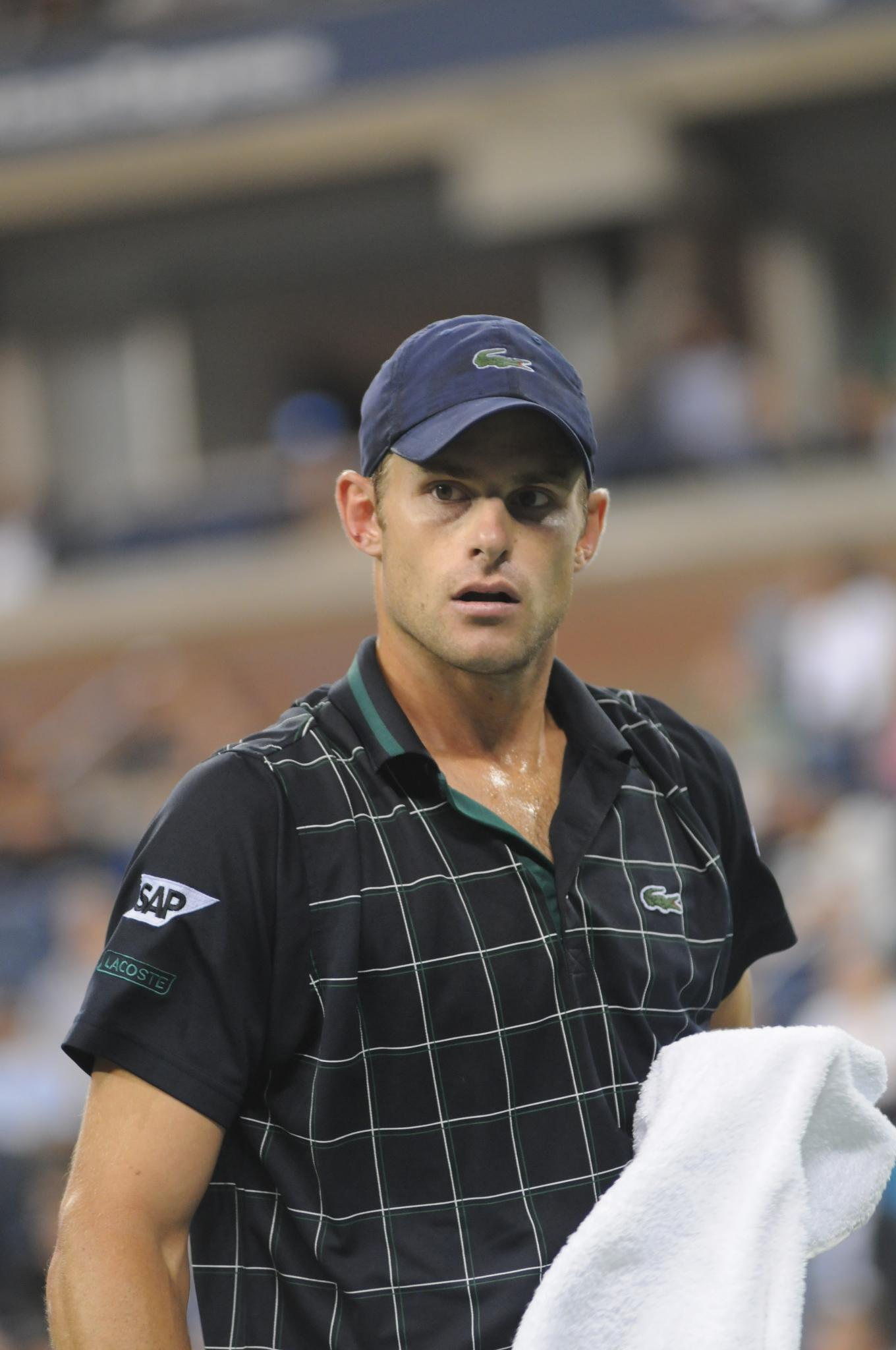
Энди Роддик в 2009 году

#### Победы (32)
| Титулы                                  |
| --------------------------------------- |
| Турниры Большого шлема (1)*             |
| Итоговый турнир ATP (0)                 |
| Турниры серии Мастерс (5+1)             |
| ATP Gold/ATP 500 (7)                    |
| ATP International series/ATP 250 (19+3) |

| Титулы по покрытиям | Титулы по месту проведения матчей турнира |
| ------------------- | ----------------------------------------- |
| Хард (21+3)*        | Зал (7)                                   |
| Грунт (5+1)         | Зал (7)                                   |
| Трава (5)           | Открытый воздух (25+4)                    |
| Ковёр (1)           | Открытый воздух (25+4)                    |

* количество побед в одиночном разряде + количество побед в парном разряде.
|    | Дата     | Турнир                     | Покрытие    | Соперник в финале   | Счет                   |
| 1  | 23/04/01 | Атланта, США               | Грунт       | Ксавье Малисс       | 6-2 6-4                |
| 2  | 30/04/01 | Хьюстон, США               | Грунт       | Ли Хён Тхэк         | 6-2 3-1 — отказ        |
| 3  | 13/08/01 | Вашингтон, США             | Хард        | Шенг Схалкен        | 6-2 6-3                |
| 4  | 18/02/02 | Мемфис, США                | Хард (зал)  | Джеймс Блейк        | 6-4 3-6 7-5            |
| 5  | 22/04/02 | Хьюстон, США (2)           | Грунт       | Пит Сампрас         | 7-6(9) 6-3             |
| 6  | 19/05/03 | Санкт-Пёльтен, Австрия     | Грунт       | Николай Давыденко   | 6-3 6-2                |
| 7  | 09/06/03 | Лондон, Великобритания     | Трава       | Себастьян Грожан    | 6-3 6-3                |
| 8  | 21/07/03 | Индианаполис, США          | Хард        | Парадорн Шричапан   | 7-6(2) 6-4             |
| 9  | 04/08/03 | Монреаль, Канада           | Хард        | Давид Налбандян     | 6-1 6-3                |
| 10 | 11/08/03 | Цинциннати, США            | Хард        | Марди Фиш           | 4-6 7-6(3) 7-6(4)      |
| 11 | 25/08/03 | Открытый чемпионат США     | Хард        | Хуан Карлос Ферреро | 6-3 7-6(2) 6-3         |
| 12 | 09/02/04 | Сан-Хосе, США              | Хард (зал)  | Марди Фиш           | 7-6(13) 6-4            |
| 13 | 22/03/04 | Майами, США                | Хард        | Гильермо Кориа      | 6-7(2) 6-3 6-1 — отказ |
| 14 | 07/06/04 | Лондон, Великобритания (2) | Трава       | Себастьян Грожан    | 7-6(4) 6-4             |
| 15 | 19/07/04 | Индианаполис, США (2)      | Хард        | Николас Кифер       | 6-2 6-3                |
| 16 | 07/02/05 | Сан-Хосе, США (2)          | Хард (зал)  | Сирил Солнье        | 6-0 6-4                |
| 17 | 18/04/05 | Хьюстон, США (2)           | Грунт       | Себастьян Грожан    | 6-2 6-2                |
| 18 | 06/06/05 | Лондон, Великобритания (3) | Трава       | Иво Карлович        | 7-6(7) 7-6(4)          |
| 19 | 01/08/05 | Вашингтон, США (2)         | Хард        | Джеймс Блейк        | 7-5 6-3                |
| 20 | 24/10/05 | Лион, Франция              | Ковер (зал) | Гаэль Монфис        | 6-3 6-2                |
| 21 | 20/08/06 | Цинциннати, США (2)        | Хард        | Хуан Карлос Ферреро | 6-3 6-4                |
| 22 | 17/06/07 | Лондон, Великобритания (4) | Трава       | Николя Маю          | 4-6 7-6(7) 7-6(2)      |
| 23 | 05/08/07 | Вашингтон, США (3)         | Хард        | Джон Изнер          | 6-4 7-6(4)             |
| 24 | 18/02/08 | Сан-Хосе, США (3)          | Хард (зал)  | Радек Штепанек      | 6-4 7-5                |
| 25 | 08/03/08 | Дубай, ОАЭ                 | Хард        | Фелисиано Лопес     | 6-7(8) 6-4 6-2         |
| 26 | 28/09/08 | Пекин, Китай               | Хард        | Дуди Села           | 6-4 6-7(6) 6-3         |
| 27 | 16/02/09 | Мемфис, США (2)            | Хард (зал)  | Радек Штепанек      | 7-5 7-5                |
| 28 | 04/01/10 | Брисбен, Австралия         | Хард        | Радек Штепанек      | 7-6(2) 7-6(7)          |
| 29 | 04/04/10 | Майами, США (2)            | Хард        | Томаш Бердых        | 7-5 6-4                |
| 30 | 20/02/11 | Мемфис, США (3)            | Хард (зал)  | Милош Раонич        | 7-6(7) 6-7(11) 7-5     |
| 31 | 23/06/12 | Истборн, Великобритания    | Трава       | Андреас Сеппи       | 6-3, 6-2               |
| 32 | 23/08/12 | Атланта, США (3)           | Хард        | Жиль Мюллер         | 1-6 7-6(2) 6-2         |

#### Поражения (20)
|    | Дата     | Турнир                 | Покрытие   | Соперник в финале      | Счет                        |
| 1  | 04/03/02 | Делрей-Бич, США        | Хард       | Давиде Сангвинетти     | 4-6 6-4 4-6                 |
| 2  | 29/07/02 | Торонто, Канада        | Хард       | Гильермо Каньяс        | 4-6 5-7                     |
| 3  | 17/02/03 | Мемфис, США            | Хард (зал) | Тейлор Дент            | 1-6 4-6                     |
| 4  | 21/04/03 | Хьюстон, США           | Грунт      | Андре Агасси           | 6-3 3-6 4-6                 |
| 5  | 12/04/04 | Хьюстон, США (2)       | Грунт      | Томми Хаас             | 3-6 4-6                     |
| 6  | 21/06/04 | Уимблдон               | Трава      | Роджер Федерер         | 6-4 5-7 6-7(3) 4-6          |
| 7  | 26/07/04 | Торонто, Канада (2)    | Хард       | Роджер Федерер         | 5-7 3-6                     |
| 8  | 27/09/04 | Бангкок, Таиланд       | Хард (зал) | Роджер Федерер         | 4-6 0-6                     |
| 9  | 20/06/05 | Уимблдон (2)           | Трава      | Роджер Федерер         | 2-6 6-7(2) 4-6              |
| 10 | 15/08/05 | Цинциннати, США        | Хард       | Роджер Федерер         | 3-6 5-7                     |
| 11 | 23/07/06 | Индианаполис, США      | Хард       | Джеймс Блейк           | 6-4 4-6 6-7(5)              |
| 12 | 10/09/06 | Открытый чемпионат США | Хард       | Роджер Федерер         | 2-6 6-4 5-7 1-6             |
| 13 | 25/02/07 | Мемфис, США (2)        | Хард (зал) | Томми Хаас             | 3-6 2-6                     |
| 14 | 04/08/08 | Лос-Анджелес, США      | Хард       | Хуан Мартин дель Потро | 1-6 6-7(2)                  |
| 15 | 10/01/09 | Доха, Катар            | Хард       | Энди Маррей            | 4-6 2-6                     |
| 16 | 22/06/09 | Уимблдон (3)           | Трава      | Роджер Федерер         | 7-5 6-7(6) 6-7(5) 6-3 14-16 |
| 17 | 03/08/09 | Вашингтон, США         | Хард       | Хуан Мартин дель Потро | 6-3 5-7 6-7(6)              |
| 18 | 14/02/10 | Сан-Хосе, США          | Хард (зал) | Фернандо Вердаско      | 6-3 4-6 4-6                 |
| 19 | 21/03/10 | Индиан Уэлс, США       | Хард       | Иван Любичич           | 6-7(2) 6-7(5)               |
| 20 | 09/01/11 | Брисбен, Австралия     | Хард       | Робин Сёдерлинг        | 3-6 5-7                     |

### Финалы турнировATPв парном разряде (8)

#### Победы (4)
|   | Дата     | Турнир            | Покрытие | Партнёр          | Соперники                       | Счет            |
| 1 | 05/03/01 | Делрей-Бич, США   | Хард     | Ян-Майкл Гэмбилл | Томас Симада Майлс Уэйкфилд     | 6-3 6-4         |
| 2 | 22/04/02 | Хьюстон, США      | Грунт    | Марди Фиш        | Ян-Майкл Гэмбилл Грейдон Оливер | 6-4 6-4         |
| 3 | 17/07/06 | Индианаполис, США | Хард     | Бобби Рейнольдс  | Пол Голдстейн Джим Томас        | 6-4 6-4         |
| 4 | 12/03/09 | Индиан Уэлс, США  | Хард     | Марди Фиш        | Максим Мирный Энди Рам          | 3-6 6-1 [14-12] |

#### Поражения (4)
|    | Дата     | Турнир            | Покрытие | Партнёр          | Соперники              | Счёт       |
| 1  | 23/07/01 | Лос-Анджелес, США | Хард     | Ян-Майкл Гэмбилл | Боб Брайан Майк Брайан | 5-7 6-7(6) |
| 2  | 05/01/04 | Доха, Катар       | Хард     | Штефан Коубек    | Мартин Дамм Цирил Сук  | 5-7 4-6    |
| 3  | 03/10/09 | Пекин, Китай      | Хард     | Марк Ноулз       | Боб Брайан Майк Брайан | 4-6 2-6    |
| 4. | 15/05/11 | Рим, Италия       | Грунт    | Марди Фиш        | Джон Изнер Сэм Куэрри  | Без игры   |

### Финалы командных турниров (2)

#### Победы (1)
| №  | Год  | Турнир       | Команда                                       | Соперник в финале                                      | Счёт |
| 1. | 2007 | Кубок Дэвиса | США Д. Блейк, Б. Брайан, М. Брайан, Э. Роддик | Россия И. Андреев, Н. Давыденко, Д. Турсунов, М. Южный | 4-1  |

#### Поражения (1)
| №  | Год  | Турнир       | Команда                                     | Соперник в финале                                     | Счёт |
| 1. | 2004 | Кубок Дэвиса | США Б. Брайан, М. Брайан, Э. Роддик, М. Фиш | Испания К. Мойя, Р. Надаль, Т. Робредо, Х. К. Ферреро | 2-3  |

## История выступлений на турнирах
| Турнир                       | 2000          | 2001          | 2002          | 2003          | 2004          | 2005          | 2006          | 2007          | 2008          | 2009                    | 2010                    | 2011                    | 2012                    | Итог В/П | В/П за карьеру |
| ---------------------------- | ------------- | ------------- | ------------- | ------------- | ------------- | ------------- | ------------- | ------------- | ------------- | ----------------------- | ----------------------- | ----------------------- | ----------------------- | -------- | -------------- |
| Турниры Большого шлема       |               |               |               |               |               |               |               |               |               |                         |                         |                         |                         |          |                |
| Открытый чемпионат Австралии | -             | -             | 2P            | 1/2           | 1/4           | 1/2           | 4P            | 1/2           | 3P            | 1/2                     | 1/4                     | 4P                      | 2P                      | 0 / 11   | 38-11          |
| Открытый чемпионат Франции   | -             | 3Р            | 1Р            | 1Р            | 2Р            | 2Р            | 1Р            | 1Р            | -             | 4Р                      | 3Р                      | -                       | 1Р                      | 0 / 10   | 9-10           |
| Уимблдонский турнир          | -             | 3P            | 3P            | 1/2           | Ф             | Ф             | 3P            | 1/4           | 2P            | Ф                       | 4P                      | 3P                      | 3P                      | 0 / 12   | 41-12          |
| Открытый чемпионат США       | 1P            | 1/4           | 1/4           | П             | 1/4           | 1P            | Ф             | 1/4           | 1/4           | 3P                      | 2P                      | 1/4                     | 4P                      | 1 / 13   | 43-12          |
| Баланс участий               | 0 / 1         | 0 / 3         | 0 / 4         | 1 / 4         | 0 / 4         | 0 / 4         | 0 / 4         | 0 / 4         | 0 / 3         | 0 / 4                   | 0 / 4                   | 0 / 3                   | 0 / 4                   | 1 / 46   | Всего В/П      |
| В/П                          | 0-1           | 8-3           | 7-4           | 17-3          | 15-4          | 12-4          | 11-4          | 13-4          | 7-3           | 16-4                    | 10-4                    | 9-3                     | 6-4                     | В/П      | 131-45         |
| Итоговые турниры             |               |               |               |               |               |               |               |               |               |                         |                         |                         |                         |          |                |
| Итоговый турнир ATP          | -             | -             | -             | 1/2           | 1/2           | -             | Группа        | 1/2           | Группа        | -                       | Группа                  | -                       | -                       | 0 / 6    | 8-11           |
| Олимпийские игры             |               |               |               |               |               |               |               |               |               |                         |                         |                         |                         |          |                |
| Олимпиада                    | -             | Не проводился | Не проводился | Не проводился | 3P            | Не проводился | Не проводился | Не проводился | -             | Не проводился           | Не проводился           | Не проводился           | 2P                      | 0 / 2    | 3-2            |
| Турниры Мастерс              |               |               |               |               |               |               |               |               |               |                         |                         |                         |                         |          |                |
| Индиан-Уэлс                  | -             | -             | -             | 1/4           | 1/4           | 1/2           | 4Р            | 1/2           | 2Р            | 1/2                     | Ф                       | 4Р                      | 3Р                      | 0 / 10   | 28-10          |
| Майами                       | 2Р            | 1/4           | 2Р            | 3Р            | П             | 2Р            | 1/4           | 1/4           | 1/2           | 1/4                     | П                       | 2Р                      | 4Р                      | 2 / 13   | 33-11          |
| Монте-Карло                  | -             | -             | 3Р            | 1Р            | -             | -             | -             | -             | -             | -                       | -                       | -                       | -                       | 0 / 2    | 2-2            |
| Гамбург                      | -             | -             | 3Р            | 2Р            | -             | 1Р            | -             | -             | -             | Не турнир серии Мастерс | Не турнир серии Мастерс | Не турнир серии Мастерс | Не турнир серии Мастерс | 0 / 3    | 3-3            |
| Рим                          | -             | -             | 1/2           | 2Р            | 1Р            | 3Р            | 1/4           | 3Р            | 1/2           | -                       | -                       | 1Р                      | -                       | 0 / 8    | 14-8           |
| Монреаль/Торонто             | -             | 1/4           | Ф             | П             | Ф             | 1Р            | -             | 1/4           | 3Р            | 1/2                     | -                       | -                       | -                       | 1 / 8    | 25-7           |
| Цинциннати                   | 1Р            | 1Р            | 1/4           | П             | 1/2           | Ф             | П             | 3Р            | -             | 2Р                      | 1/2                     | 1Р                      | 1Р                      | 2 / 12   | 29-10          |
| Штутгарт/Мадрид              | -             | 3Р            | 2Р            | 3Р            | -             | 2Р            | 3Р            | -             | 3Р            | 1/4                     | -                       | 1Р                      | -                       | 0 / 8    | 5-8            |
| Шанхай                       | Не проводился | Не проводился | Не проводился | Не проводился | Не проводился | Не проводился | Не проводился | Не проводился | Не проводился | 2Р                      | 2Р                      | 1/4                     | -                       | 0 / 3    | 4-3            |
| Париж                        | -             | 2Р            | 1/4           | 1/2           | 3Р            | 1/2           | -             | -             | 1/4           | -                       | 1/4                     | 3Р                      | -                       | 0 / 8    | 14-8           |
| Статистика за карьеру        |               |               |               |               |               |               |               |               |               |                         |                         |                         |                         |          |                |
| Проведено финалов            | 0             | 3             | 4             | 8             | 8             | 7             | 3             | 3             | 4             | 4                       | 4                       | 2                       | 2                       | 52       |                |
| Выиграно турниров АТП        | 0             | 3             | 2             | 6             | 4             | 5             | 1             | 2             | 3             | 1                       | 2                       | 1                       | 2                       | 32       |                |
| В/П: всего                   | 4-5           | 42-16         | 56-22         | 72-19         | 74-18         | 59-14         | 49-20         | 54-16         | 49-18         | 48-15                   | 48-18                   | 34-16                   | 23-16                   |          | 612-213        |
| Σ % побед                    | 44 %          | 72 %          | 72 %          | 79 %          | 80 %          | 81 %          | 71 %          | 77 %          | 73 %          | 76 %                    | 73 %                    | 68 %                    | 59 %                    |          | 74 %           |

## Баланс личных встреч c теннисистами, занимавшими когда-либо 1 позицию в рейтинге ATP
- Рафаэль Надаль 3-7
- Роджер Федерер 3-21
- Новак Джокович 5-4
- Ллейтон Хьюитт 7-7
- Хуан Карлос Ферреро 5-0
- Карлос Мойя 4-1
- Марат Сафин 4-3
- Марсело Риос 2-0
- Пит Сампрас 2-1
- Густаво Куэртен 1-1
- Андре Агасси 1-5

## Фильмография
| Год       |   | Русское название             | Оригинальное название      | Роль  |
| --------- | - | ---------------------------- | -------------------------- | ----- |
| 2003—2003 | с | «Сабрина — маленькая ведьма» | Sabrina, the Teenage Witch | камео |
| 2011      | ф | «Притворись моей женой»      | Just Go with It            | камео |